# Devil Hunter Yohko
Devil Hunter Yohko (jap. 魔物ハンター妖子, Mamono Hantā Yōko) ist eine 1990 erschienene Magical-Girl-Anime-Serie des japanischen Animationsstudios Madhouse. Die Serie bewegt sich hauptsächlich im Horrorbereich, enthält aber auch zahlreiche Ecchi-Komponenten.

## Handlung
Die sechzehnjährige Yohko Mano (真野 妖子, Mano Yōko) ist der jüngste Spross einer jahrhundertealten Familie von Dämonenjägerinnen. Wie es die Tradition der Manos will wird das ehrenvolle Amt von Generation zu Generation, von der Mutter an die Tochter, weitergegeben. So wäre es eigentlich an Yohkos Mutter Sayoko gewesen, ihrer Tochter das Mysterium ihrer Bestimmung zu offenbaren, doch auf Grund eines Verstoßes gegen den Familienkodex war es Sayoko selbst nie vergönnt, die heiligen Kräfte zu empfangen und ihren Platz in der Reihe der Dämonenjägerinnen einzunehmen. So führt an deren Stelle Großmutter Madoka, ihres Zeichens 107. Dämonenjägerin, Yohko in die Geheimnisse ihres magischen Erbes ein und macht Yohko so zum 108. Mamono Hunter.
Doch im Kampf gegen das Böse steht Yohko nicht alleine da: ihr zu Seite stehen Azusa Kanzaki – eine entfernte Cousine Yohkos – und ihre beste Freundin Chikako Ogawa, gleichzeitig selbsternannte Devil-Hunter-Managerin.
Und auch Großmutter Madoka erweist sich trotz ihres biblischen Alters als überaus agil und hilft ihrer Enkelin in scheinbar ausweglosen, brenzligen Situationen mit ihren spontanen, actionreichen Auftritten mehr als einmal aus der Patsche.
Die Episoden haben keine durchgehende Handlung, aber es gibt Handlungsstränge, die von Folge zu Folge mitgenommen und teilweise auch ergänzt und fortgesetzt werden. So ist über alle anderen Aufgaben hinweg die Vernichtung des „Familienfeindes“ oberstes Ziel der jungen Dämonenjägerin.

## Charaktere

### Yohko Mano
Die zu Beginn der ersten Episode noch fünfzehnjährige Yohko ist der Hauptcharakter der Serie. Nichts von ihrer anstehenden Lebensaufgabe als 108. Dämonenjägerin ahnend lebt sie das Leben eines ganz gewöhnlichen (Anime-)Schulmädchens mit allem was dazugehört – während ihre Großmutter alle Hände voll zu tun hat, ihre Enkelin so keusch wie es nur eben geht zu erziehen und sie von Jungs fernzuhalten. Denn nur wenn Yohko bis zu ihrem sechzehnten Geburtstag jungfräulich bleibt, kann sie die 108. Devil Hunter werden. Anfangs noch skeptisch lernt sie jedoch schnell mit ihren neu gewonnenen Kräften umzugehen und setzt die uralte Tradition der Dämonenjäger ehrenhaft fort.

### Azusa Kanzaki
Die fleißige Azusa ist Yohkos jüngere Cousine und gleichzeitig deren „Schülerin“. Auch wenn sie nicht in direkter Blutlinie der Manos steht, lernt sie von Yohko alles, um ebenfalls eine Dämonenjägerin zu werden. So wie ihre Meisterin hat auch Azusa ein spezielles Accessoire um sich in einen Devil Hunter zu verwandeln: einen magischen Handschuh, den sie von Madoka, Yohkos Großmutter, erhalten hat. Anders als die zurückhaltende Yohko brennt Azusa förmlich darauf, sich mit Dämonen anzulegen und ihnen ordentlich einzuheizen.

### Chikako „Chi“ Ogawa
Chi ist die beste Freundin Yohkos und geht mit ihr auf dieselbe Schule. Trotz ihres noch jungen Alters ist die Sechzehnjährige offizielle (selbsternannte) Devil Hunter Managerin und geht ihrer Aufgabe als Organisatorin Yohkos gewissenhaft nach.

### Sayoko Mano
Yohkos junge Mutter. Eigentlich hätte sie ihren Platz als 108. Dämonenjägerin einnehmen sollen, aber während eines kurzen Liebesabenteuers verlor sie noch vor Vollendung ihres fünfzehnten Lebensjahres die Unschuld – und so die Möglichkeit ein Devil Hunter zu werden gleich mit. Sayoko ist nicht davon begeistert, dass ihre Tochter nun ebenfalls zur Dämonenjägerin auserkoren ist und versucht anfangs mit allen Mitteln, auch Yohko rechtzeitig mit einem Jungen zu verkuppeln um ihr so möglicherweise ein Leben als
Dämonenjägerin zu ersparen.

### Madoka Mano
Als ältestes Familienmitglied und zugleich 107. Dämonenjägerin hat sie nicht nur unzählige Weisheiten zu verbreiten, sondern gibt gleich doppelt auf ihre Enkelin acht: Zu Beginn noch als Anstandsdame über Yohkos Jungfräulichkeit wachend wird sie schnell zu deren Ausbilderin in Sachen Dämonenjagd. Dass Madoka alles andere als ein gemütliches Großmütterchen ist, zeigt sie auch in ihren zahlreichen waghalsigen Auftritten, in denen sie Yohko für gewöhnlich mit ihrem Rennmotorrad zu Hilfe eilt, wenn diese sich beim Kampf gegen Dämonen mal wieder übernommen hat.

## Veröffentlichungen

### Anime
Unter der Regie von Yuji Takae und Katsuhisa Yamada entstanden von 1990 bis 1995 die insgesamt 6 OVA-Episoden. Dabei treiben jedoch nur fünf Folgen die Geschichte voran, da Episode 4 lediglich Musikvideos zum Soundtrack enthält. Die Regie wurde geführt von Katsuhisa Yamada für Episode 1, Hisashi Abe für die Episoden 2 und 3 und Akiyuki Shimbō für Folge 6.
2001 erfolgte auch eine Veröffentlichung in Deutschland als Devil Hunter Yohko – Perfect Collection.

#### Synchronisation
| Rolle                  | Japanischer Synchronsprecher (Seiyū)    |
| ---------------------- | --------------------------------------- |
| Yohko Mano, Ayako Mano | Aya Hisakawa                            |
| Azusa Kanzaki          | Konami Yoshida                          |
| Chikako Ogawa          | Chieko Honda                            |
| Sayoko Mano            | Hiromi Tsuru                            |
| Madoka Mano            | Yūji Mitsuya (Alt) Satomi Kōrogi (Jung) |

#### Musik
Für die erste Episode wurde als Abspann Koi no Coup d’Etat – Gō Gō (恋のクーデター・ゴーゴー, Koi no Kū detā – Gō Gō, dt. „Coup d’Etat der Liebe – Los, Los“), von Aya Hiskawa benutzt, für Episode 2 Tokoro ga dokkoi! Sexy Musume (ところがどっこい! セクシー娘, Tokoro ga dokkoi! Sekushī Musume, dt. etwa: „Hey, nicht so schnell! Sexy Mädchen“) von Kaori Honma, für Episode 3 So Bad Boy, für Episode 5 Gambaru Watashi ga Suki (頑張る私が好き, dt. „Ich mag das ich mich nie aufgebe“) und für Episode 6 Touch My Heart je von Aya Hisakawa.

### Manga
1996 erfolgte eine Umsetzung als Manga durch Gaku Miyao.

### Computerspiele
1991 erschien Mamono Hunter Yōko: Dai-7 no Keishō (魔物ハンター妖子　第７の警鐘, dt. „Dämonenjägerin Yōko: Episode 7 – Alarmglocke“) ein Side-Scroller für das Sega Mega Drive.
1992 und 1993 folgte mit Mamono Hunter Yōko – Makai kara no Tenkōsei (魔物ハンター妖子～魔界からの転校生~, dt. „Dämonenjägerin Yōko – Der neue Schüler aus dem Dämonenreich“) und Mamono Hunter Yōko – Tōki Yobigoe (魔物ハンター妖子～遠き呼び声~, dt. „Dämonenjägerin Yōko – Ferner Schrei“) je ein Adventure für die Konsole PC Engine.